# برج يوريكا
برج يوريكا هو ناطحة سحاب سكنية يبلغ ارتفاعها 297.3 مترًا (975 قدمًا) تقع في ملبورن، أستراليا. تم الانتهاء منه في عام 2006، وكان أطول مبنى في المدينة وحمل اللقب لعدة سنوات. تم تصميم البرج بواسطة الشركة المعمارية فيندر كاتساليديس.

## التصميم والبناء
تولت شركة فيندر كاتساليديس للعمارة، وهي شركة أسترالية شهيرة، تصميم برج يوريكا والمستوحى من ثورة يوريكا، حيث يمثل اللونان الذهبي والأزرق الانتفاضة والسماء الفيكتورية. بدأ البناء عام 2002 وانتهى عام 2006، وبلغت مدته الإجمالية أربع سنوات. قدم التصميم الفريد للبرج العديد من التحديات الهندسية، بما في ذلك إدارة أحمال الرياح ودمج الأطراف. تم استخدام الخرسانة المسلحة والصلب والزجاج في بناء واجهة برج يوريكا.

## الميزات والمرافق
- يتألف المبنى من 556 شقة تقدم معيشة فاخرة مع مناظر استثنائية.[2]
- عدد الطوابق فوق الأرض 91 بالاضافة لطابق واحد تحت الأرض.[3]
- يقع سكاي ديك في الطابق 88، ويوفر إطلالات خلابة بزاوية 360 درجة على ملبورن ويتصل به مايعرف بالحافة وهو عبارة عن مكعب زجاجي يمتد من سكاي ديك، مما يوفر تجربة مثيرة للزوار.[4]
- يحتوي البرج على مواقف سيارات تحت الأرض.
- تتوفر مجموعة متنوعة من المتاجر والمطاعم في الطابق الأرضي.

## معرض الصور

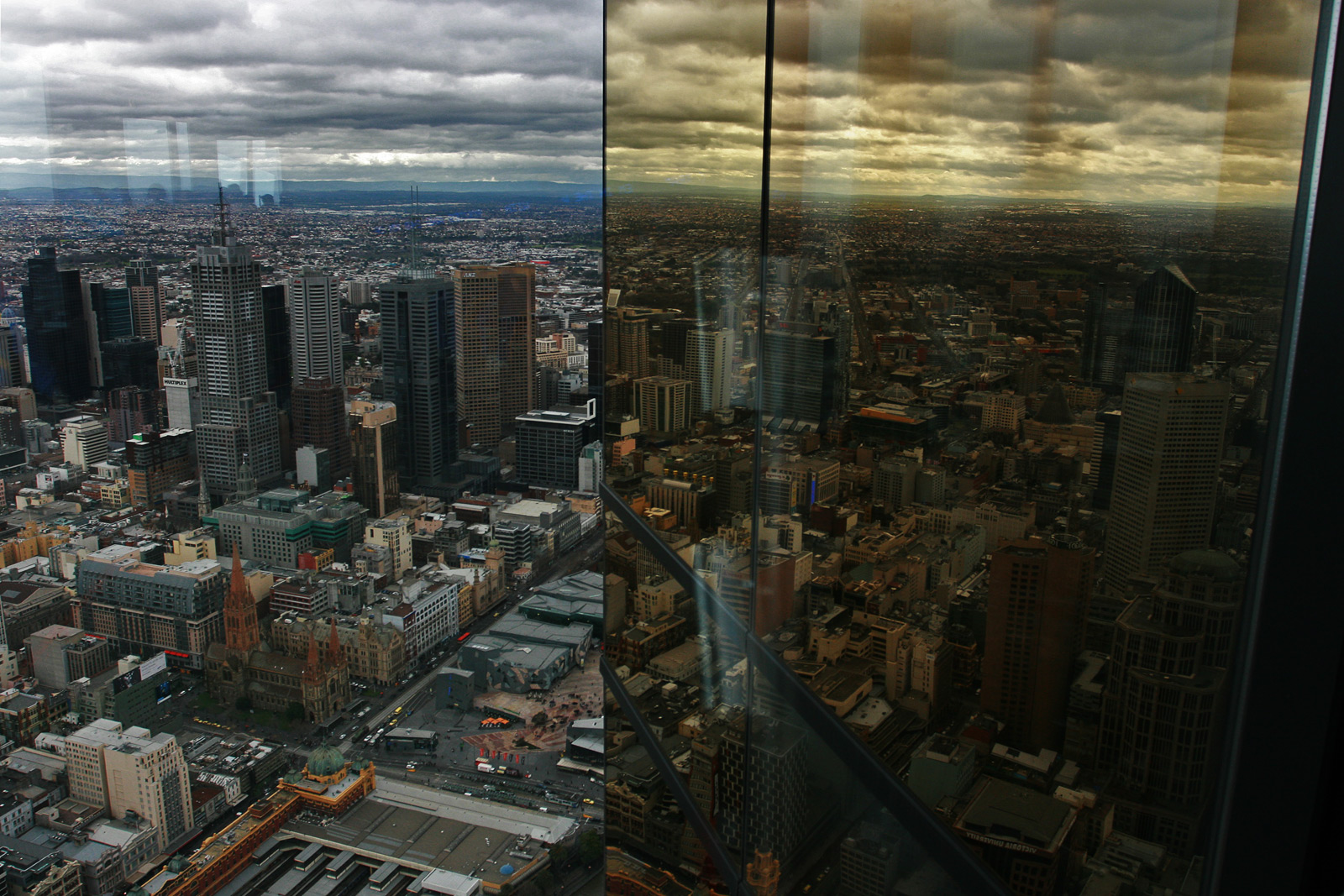
بالنظر إلى الشمال الشرقي فوق منطقة الأعمال المركزية بملبورن من سكاي ديك، وتظهر انعكاسات في نوافذ البرج المطلية بالذهب.
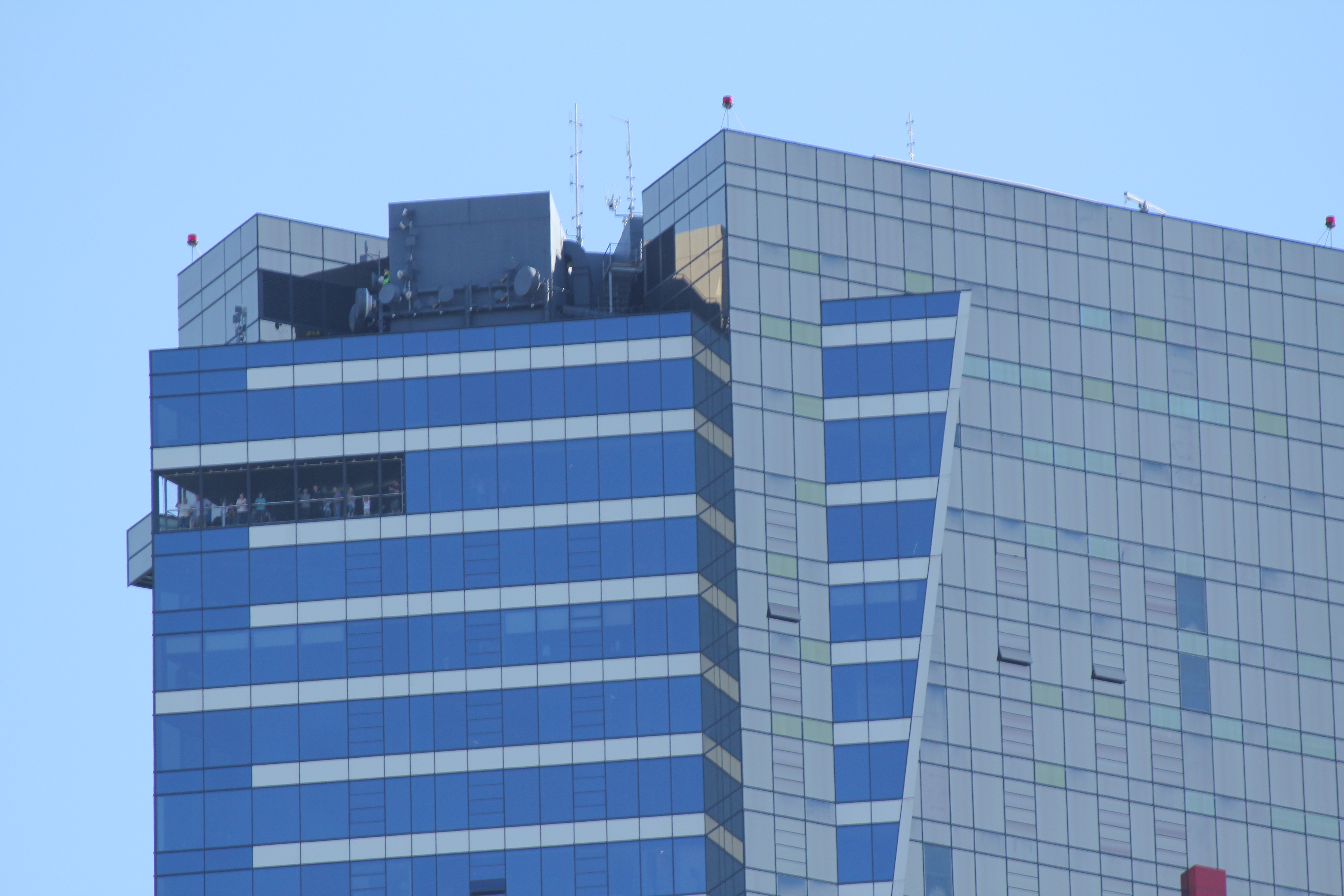
الشرفة كما تُرى من الأرض، ويظهر المكعب في اليسار
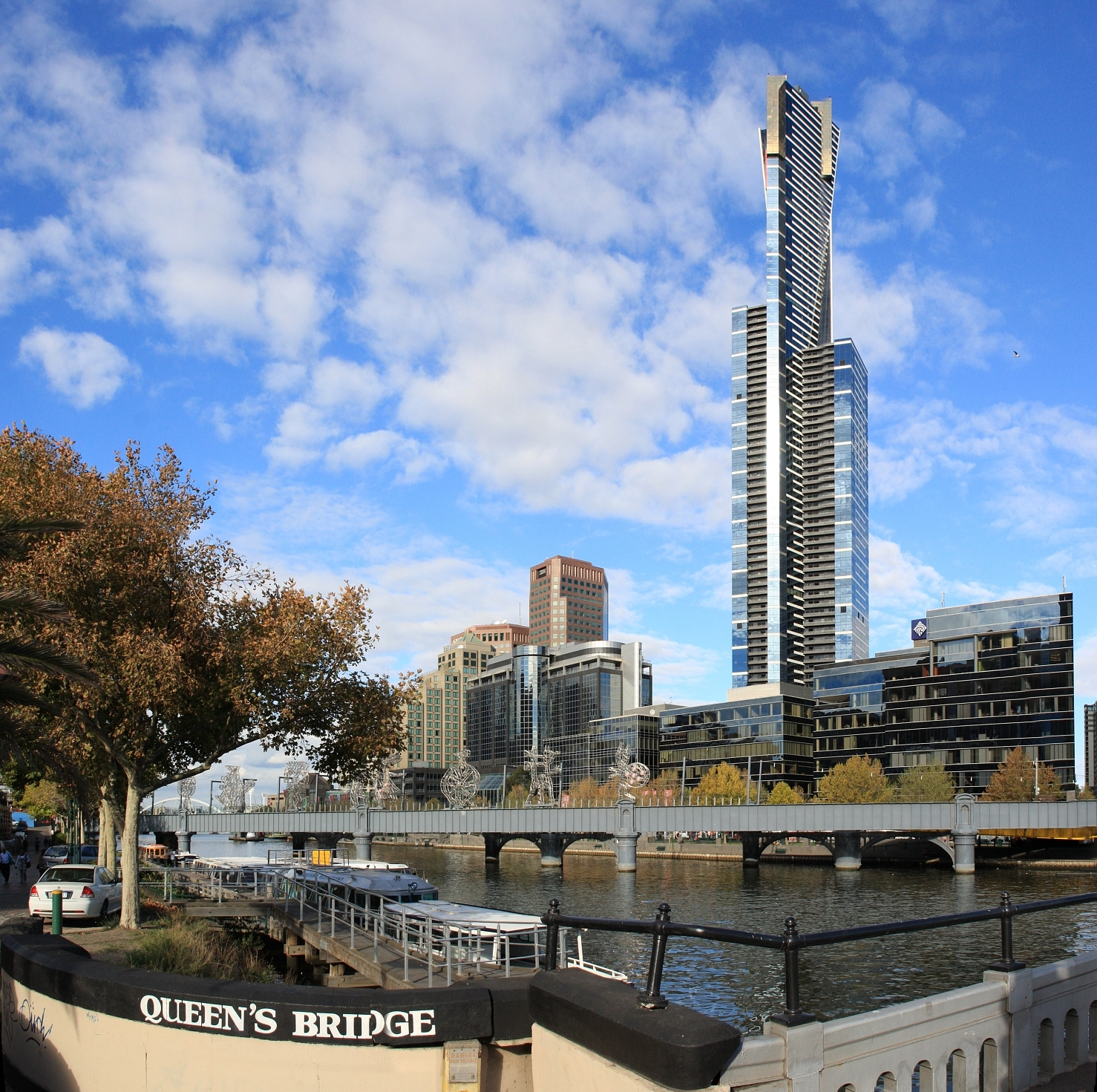
منظر برج يوريكا مع النهر
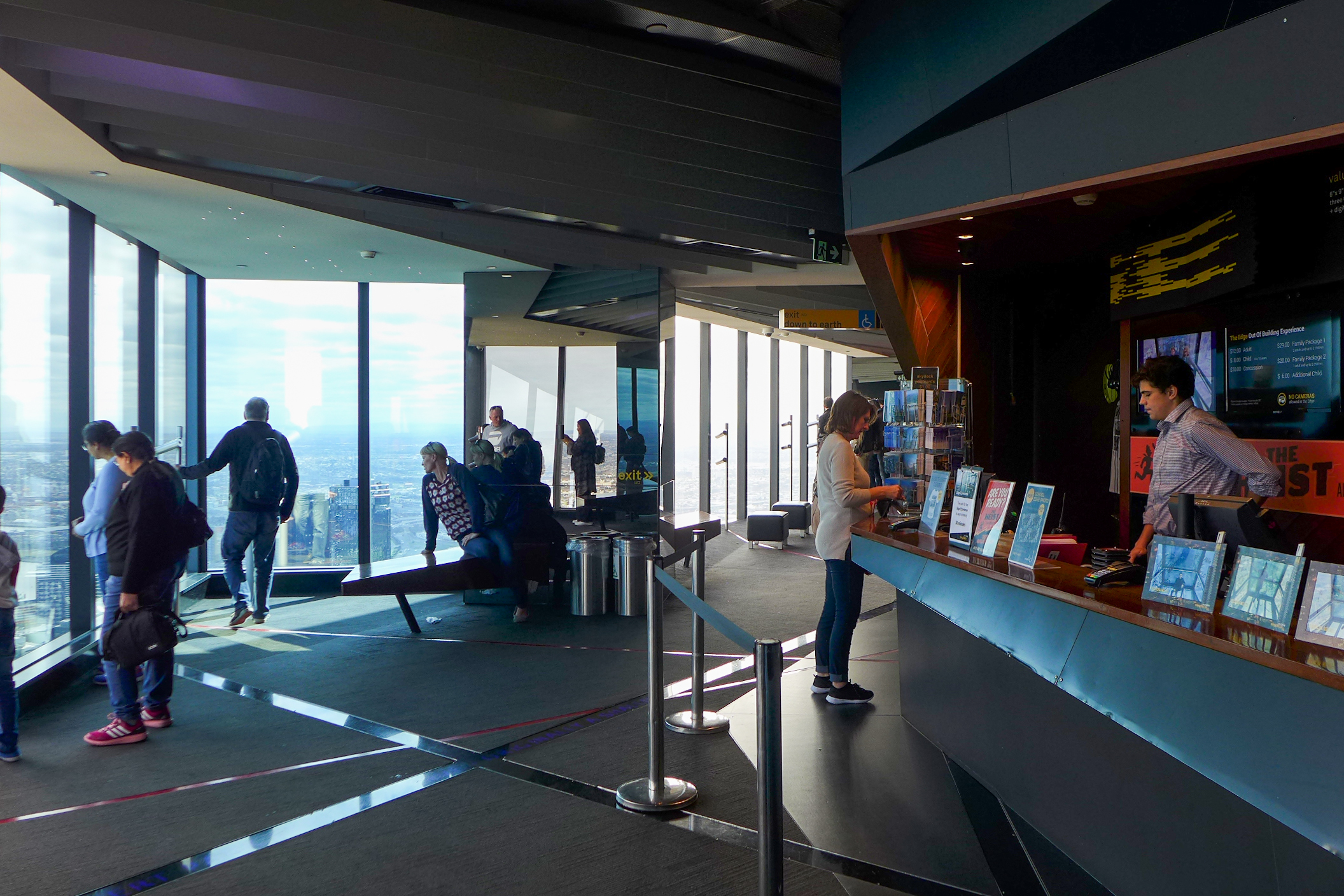
سكاي ديك من الداخل.
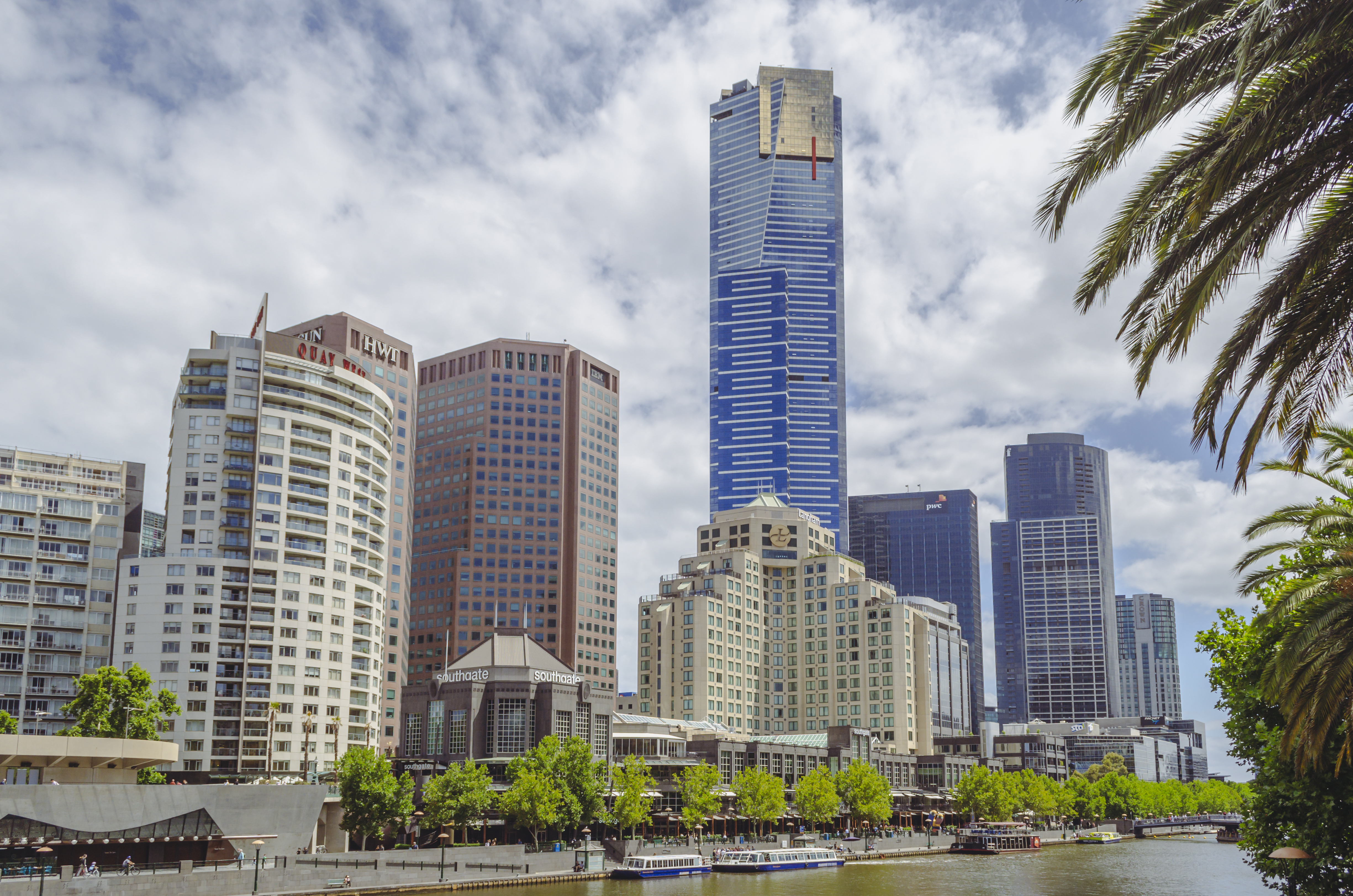
منظر لبرج يوريكا من جسر فوق نهر يارا

## أنظر أيضا
- برج كيو 1
- برج أستراليا 108